# حسین یاری
حسین یاری (زادهٔ ۱۶ دی ۱۳۴۶) بازیگر اهل ایران است. او از سال ۱۳۵۸ با بازی در نمایش گندم‌های خونین کار خود را آغاز کرد و با ایفای نقش کوتاهی در فیلم آتش در خرمن در سال ۱۳۷۰ وارد سینما شد. چند سال نخست صرفاً در نقش‌های فرعی و سپس مکمل بازی می‌کرد تا اینکه با ایفای یکی از نقش‌های اصلی مجموعهٔ مردان آنجلس شناخته شد. وی با نقش حیدر در سریال بسیار پرمخاطب شب دهم به شهرت رسید. حسین یاری برای بازی در آخرین مرحله (۱۳۷۴) برندهٔ سیمرغ بلورین بهترین بازیگر نقش مکمل مرد جشنواره فیلم فجر شد.

## زندگی
حسین یاری بازنشسته بانک مرکزی است. او بازیگری را از سال ۱۳۵۸ در سن ۱۲ سالگی با نمایش گندم‌های خونین آغاز کرد و در سال ۱۳۶۰ به گروه تئاتر حوزهٔ اندیشه و هنر اسلامی پیوست. در سال ۱۳۶۲ برای نخستین‌بار، بازیگری جلوی دوربین را با فیلم‌های ۱۶ میلیمتری «وارث» و «سرباز کوچک» را تجربه کرد.
وی همچنین یک دورهٔ یک ساله را در واحد دوبلاژ صدا و سیما گذراند و در این مدت، گفتار متن حدود بیست فیلم مستند را اجرا کرد.
یاری، با فیلم‌های جنگی شناخته شد که در این ژانر موفق بود و برای بازی در فیلم «آخرین مرحله» جایزه سیمرغ بلورین در رشتهٔ بهترین بازیگر نقش مکمل مرد را از چهاردهمین جشنواره فیلم فجر دریافت کرد.
پس از کسب این جایزه، بازی در نقش‌های متنوعی نظیر «سرعت» و «دنیای وارونه» را تجربه نمود و با فیلم بلوغ ساخته «مسعود جعفری جوزانی»، تحسین منتقدان را برانگیخت و دیپلم افتخار بهترین بازیگر نقش اول مرد را برای بازی در این فیلم از هجدهمین جشنواره فیلم فجر به‌دست‌آورد.
حسین یاری، همچنین به خاطر بازی در فیلم سینمایی دم صبح به کارگردانی «حمید رحمانیان» موفق به دریافت جایزه بهترین بازیگر جشنواره فیلم مذهب امروز در ایتالیا و برای بازی در فیلم سینمایی کتونی سفید به کارگردانی محمدابراهیم معیری، برنده جایزه بهترین بازیگر مرد جشنواره کشتی نوح روسیه شد. بازی حسین یاری، در نقش حیدر خوش مرام در مجموعه شب دهم که نوروز ۱۳۸۱ مقارن با ماه محرم از شبکه اول سیما پخش شد او را به محبوبیت و شهرت رساند.

## فیلم‌شناسی

### سینمایی
| سال  | نام فیلم            | سمت               | کارگردان                   |
| ---- | ------------------- | ----------------- | -------------------------- |
| ۱۴۰۱ | بخارست              | بازیگر            | مسعود اطیابی               |
| ۱۳۹۷ | خداحافظ دختر شیرازی | بازیگر            | افشین هاشمی                |
| ۱۳۹۶ | داش آکل             | بازیگر            | محمد عرب گرگانی            |
| ۱۳۹۵ | یادم تو را فراموش   | بازیگر            | علی عطشانی                 |
| ۱۳۹۳ | پدر آن دیگری        | بازیگر            | یداله صمدی                 |
| ۱۳۹۳ | مزار شریف           | بازیگر            | عبدالحسن برزیده            |
| ۱۳۹۳ | ساکن طبقه وسط       | بازیگر            | شهاب حسینی                 |
| ۱۳۹۱ | آوا                 | بازیگر            | سیامک کاشف آذر             |
| ۱۳۹۱ | تراژدی              | بازیگر            | آزیتا موگویی               |
| ۱۳۹۰ | ابرهای ارغوانی      | بازیگر            | سیامک شایقی                |
| ۱۳۹۰ | یک سطر واقعیت       | بازیگر            | علی وزیریان                |
| ۱۳۹۰ | پاریس تا پاریس      | بازیگر            | محمد حسین لطیفی            |
| ۱۳۸۹ | سعادت آباد          | بازیگر            | مازیار میری                |
| ۱۳۸۸ | پرنده باز           | بازیگر            | عطاءاله سلمانیان           |
| ۱۳۸۷ | کیمیا و خاک         | بازیگر            | عباس رافعی                 |
| ۱۳۸۷ | فراموشی             | بازیگر            | مسعود مددی                 |
| ۱۳۸۶ | کتونی سفید          | بازیگر            | جهانگیر کوثری              |
| ۱۳۸۶ | آن مرد آمد          | بازیگردان         | حمید بهمنی                 |
| ۱۳۸۵ | اقلیما              | بازیگر            | محمدمهدی عسگرپور           |
| ۱۳۸۵ | میم مثل مادر        | بازیگر            | رسول ملاقلی‌پور             |
| ۱۳۸۴ | شهر آشوب            | بازیگر            | یدالله صمدی                |
| ۱۳۸۳ | دم صبح              | بازیگر            | حمید رحمانیان              |
| ۱۳۸۲ | چای تلخ (ناتمام)    | بازیگر            | ناصر تقوایی                |
| ۱۳۸۲ | معادله              | بازیگر            | ابراهیم وحیدزاده           |
| ۱۳۸۲ | عروس افغان          | بازیگر            | ابوالقاسم طالبی            |
| ۱۳۸۱ | نغمه                | بازیگر            | ابوالقاسم طالبی            |
| ۱۳۷۹ | مریم مقدس           | بازیگر            | شهریار بحرانی              |
| ۱۳۷۸ | بلوغ                | بازیگر            | مسعود جعفری جوزانی         |
| ۱۳۷۷ | پرواز خاموش         | بازیگر            | عبدالحسن برزیده            |
| ۱۳۷۶ | دنیای وارونه        | بازیگر            | شهریار بحرانی              |
| ۱۳۷۴ | سرعت                | بازیگر            | محمدحسین لطیفی             |
| ۱۳۷۴ | آخرین مرحله         | بازیگر            | محسن محسنی‌نسب              |
| ۱۳۷۳ | حمله به اچ۳         | بازیگر            | شهریار بحرانی              |
| ۱۳۷۳ | منطقه ممنوع         | بازیگر            | رضا جعفری                  |
| ۱۳۷۲ | جای امن             | بازیگر            | مجتبی راعی                 |
| ۱۳۷۱ | گریز                | بازیگر            | ناصر مهدی‌پور               |
| ۱۳۷۰ | هور در آتش          | بازیگر            | عزیزالله حمیدنژاد          |
| ۱۳۶۹ | آتش در خرمن         | بازیگر، منشی صحنه | سعید حاجی‌میری              |
| ۱۳۶۹ | در مسلخ عشق         | بازیگر            | کمال تبریزی                |
| ۱۳۶۸ | او منفی             | بازیگر            | کریم زرگر، احمدرضا گرشاسبی |
| ۱۳۶۳ | سرباز کوچک          | بازیگر            | سعید بخش‌علیان              |

### تلویزیونی

#### سریال‌های تلویزیونی
| سال          | نام سریال        | کارگردان                  |
| ------------ | ---------------- | ------------------------- |
| ۱۴۰۵–۱۳۹۸    | سلمان فارسی      | داوود میرباقری            |
| ۱۳۹۹ تا ۱۴۰۱ | ارثیه پدری       | میلاد بنایی و مهدی نقویان |
| ۱۳۹۸         | از یادها رفته    | بهرام بهرامیان            |
| ۱۳۹۵         | برادر            | جواد افشار                |
| ۱۳۹۲         | هوش سیاه ۲       | مسعود آب پرور             |
| ۱۳۸۸         | هوش سیاه         | مسعود آب پرور             |
| ۱۳۸۷         | مثل هیچ‌کس        | عبدالحسن برزیده           |
| ۱۳۸۶         | گیلعاد           | حسین سهیلی زاده           |
| ۱۳۸۱         | فرستاده          | جواد شمقدری               |
| ۱۳۸۰         | شب دهم           | حسن فتحی                  |
| ۱۳۷۸         | روشن‌تر از خاموشی | حسن فتحی                  |
| ۱۳۷۶         | مردان آنجلس      | فرج‌الله سلحشور            |
| ۱۳۶۹         | آتش در خرمن      | سعید حاجی میری            |

#### فیلم‌های تلویزیونی
| سال  | نام فیلم           | کارگردان       |
| ---- | ------------------ | -------------- |
| ۱۳۸۷ | بازگشت             | شاهرخ دولکو    |
| ۱۳۸۷ | زمانی برای درنگ    | روح‌الله حجازی  |
| ۱۳۸۶ | مهمانخانه‌ای در برف | سعید سلطانی    |
| ۱۳۸۶ | تاریکی             | خسرو معصومی    |
| ۱۳۸۶ | فراموشی            | مسعود مددی     |
| ۱۳۸۶ | آوای زمین          | مهرداد خوشبخت  |
| ۱۳۸۳ | نذر                | مهرداد خوشبخت  |
| ۱۳۸۳ | سرزمین پدری ام     | شهرام شاه‌حسینی |
| ۱۳۷۷ | فراسوی شک          | اکبر حر        |

### سریال‌های شبکه نمایش خانگی
| سال  | نام سریال           | کارگردان       |
| ---- | ------------------- | -------------- |
| ۱۴۰۲ | نیسان آبی (فصل دوم) | مسعود اطیابی   |
| ۱۴۰۰ | نیسان آبی (فصل اول) | منوچهر هادی    |
| ۱۳۹۹ | گیسو (عاشقانه۲)     | منوچهر هادی    |
| ۱۳۹۷ | نهنگ آبی            | فریدون جیرانی  |
| ۱۳۹۶ | عالیجناب            | سام قریبیان    |
| ۱۳۹۵ | عاشقانه             | منوچهر هادی    |
| ۱۳۹۱ | قلب یخی (فصل سوم)   | سامان مقدم     |
| ۱۳۹۰ | قلب یخی (فصل دوم)   | محمدحسین لطیفی |
| ۱۳۸۹ | قلب یخی (فصل اول)   | محمدحسین لطیفی |

## جوایز
- برنده سیمرغ بلورین بهترین بازیگر نقش مکمل مرد در چهاردهمین دوره جشنواره بین‌المللی فیلم فجر برای بازی در فیلم سینمایی «آخرین مرحله»، اسفند ۱۳۷۴
- نامزد دریافت جایزه بهترین بازیگر نقش مکمل مرد در جشنواره فیلم دفاع مقدس برای بازی در فیلم سینمایی «آخرین مرحله»
- برنده دیپلم افتخار بهترین بازیگر نقش اول مرد در هجدهمین دوره جشنواره بین‌المللی فیلم فجر برای بازی در فیلم سینمایی «بلوغ»، ۱۳۷۸
- نامزد دریافت جایزه بهترین بازیگر مرد در جشن دنیای تصویر (حافظ) برای بازی در فیلم سینمایی «بلوغ»، سال ۱۳۷۹
- نامزد دریافت جایزه بهترین بازیگر مرد در جشنواره فیلم‌های اجتماعی آبادان برای بازی در فیلم سینمایی «بلوغ»، سال ۱۳۸۰
- کاندید لوح زرین بهترین بازیگر مرد دوره اول سایت ایران اکتور (بهترین‌های سال) برای بازی در فیلم سینمایی «بلوغ»، سال ۱۳۸۰
- نامزد دریافت تندیس حافظ بهترین بازیگر مرد درام تلویزیونی در ششمین دوره جشن دنیای تصویر (حافظ) برای بازی در سریال شب دهم، سال ۱۳۸۱
- نامزد دریافت سیمرغ بلورین بهترین بازیگر مرد در بیست و یکمین دوره جشنواره فیلم فجر برای بازی در فیلم سینمایی «نغمه»، بهمن ۱۳۸۱
- نامزد دریافت جایزه بهترین بازیگر مرد در هفتمین دوره جشن دنیای تصویر (حافظ) برای بازی در فیلم سینمایی «نغمه»، سال ۱۳۸۲
- برنده جایزه بهترین بازیگر مرد سریال‌های الف تلویزیونی در چهارمین جشنواره سیما برای بازی در سریال «شب دهم»، سال ۱۳۸۲
- برنده جایزه بهترین بازیگر مرد جشنواره مذهب امروز ایتالیا برای بازی در فیلم سینمایی «دَم صبح»، سال ۲۰۰۶ (۱۳۸۵)
- برنده جایزه بهترین بازیگر مرد فیلم‌های سینمایی در نخستین جشنواره بین‌المللی عفاف و حجاب (نور) برای بازی در فیلم سینمایی «نغمه»، سال ۱۳۸۷
- برنده جایزه بهترین بازیگر مرد جشنواره کشتی نوح روسیه برای بازی در فیلم سینمایی «کتونی سفید»، سال ۱۳۸۸
- نامزد دریافت سیمرغ بلورین بهترین بازیگر نقش اول مرد در بیست و نهمین دوره جشنواره فیلم فجر برای بازی در فیلم سینمایی «پاریس تا پاریس»، سال ۱۳۸۹
- نامزد دریافت جایزه بهترین بازیگر نقش مکمل مرد در پانزدهمین جشن خانه سینما برای بازی در فیلم سینمایی «سعادت آباد»، سال ۱۳۹۰
- کسب عنوان بهترین بازیگر مرد فیلم‌های سینمایی سال ۱۳۹۰ در برنامه سینمایی هفت برای بازی در فیلم سینمایی «سعادت آباد»، سال ۱۳۹۰
- نامزد دریافت سیمرغ بلورین بهترین بازیگر نقش اول مرد در سی امین دوره جشنواره فیلم فجر برای بازی در فیلم سینمایی «یک سطر واقعیت»، سال ۱۳۹۰
- نامزد دریافت سیمرغ بلورین بهترین بازیگر نقش اول مرد در سی و سومین دوره جشنواره فیلم فجر برای بازی در فیلم سینمایی «مزار شریف»، سال ۱۳۹۳
- نامزد دریافت جایزه بهترین بازیگر مرد در چهاردهمین جشنواره فیلم مقاومت برای بازی در فیلم سینمایی «مزارشریف»، سال ۱۳۹۵
- برنده جایزه بهترین بازیگر نقش اصلی مرد از جشنواره ویند فیلم آمریکا برای بازی در فیلم سینمایی «یادم تو را فراموش»، سال ۲۰۱۷ (۱۳۹۵)
- نامزد جایزه بهترین بازیگر نقش اصلی مرد از جشنواره فیلمسازان مستقل برلین برای بازی در فیلم سینمایی «یادم تو را فراموش»،

نامزد تندیس بهترین بازیگر مرد تلویزیون در بیستمین دوره جشن دنیای تصویر برای سریال《برادر》
سپتامبر سال ۲۰۱۷ (۱۳۹۶)